# Eoacmaea conoidalis
Eoacmaea conoidalis is een slakkensoort uit de familie van de Eoacmaeidae. De wetenschappelijke naam van de soort is voor het eerst geldig gepubliceerd in 1868 door Pease.